# Lorenzo Da Ponte

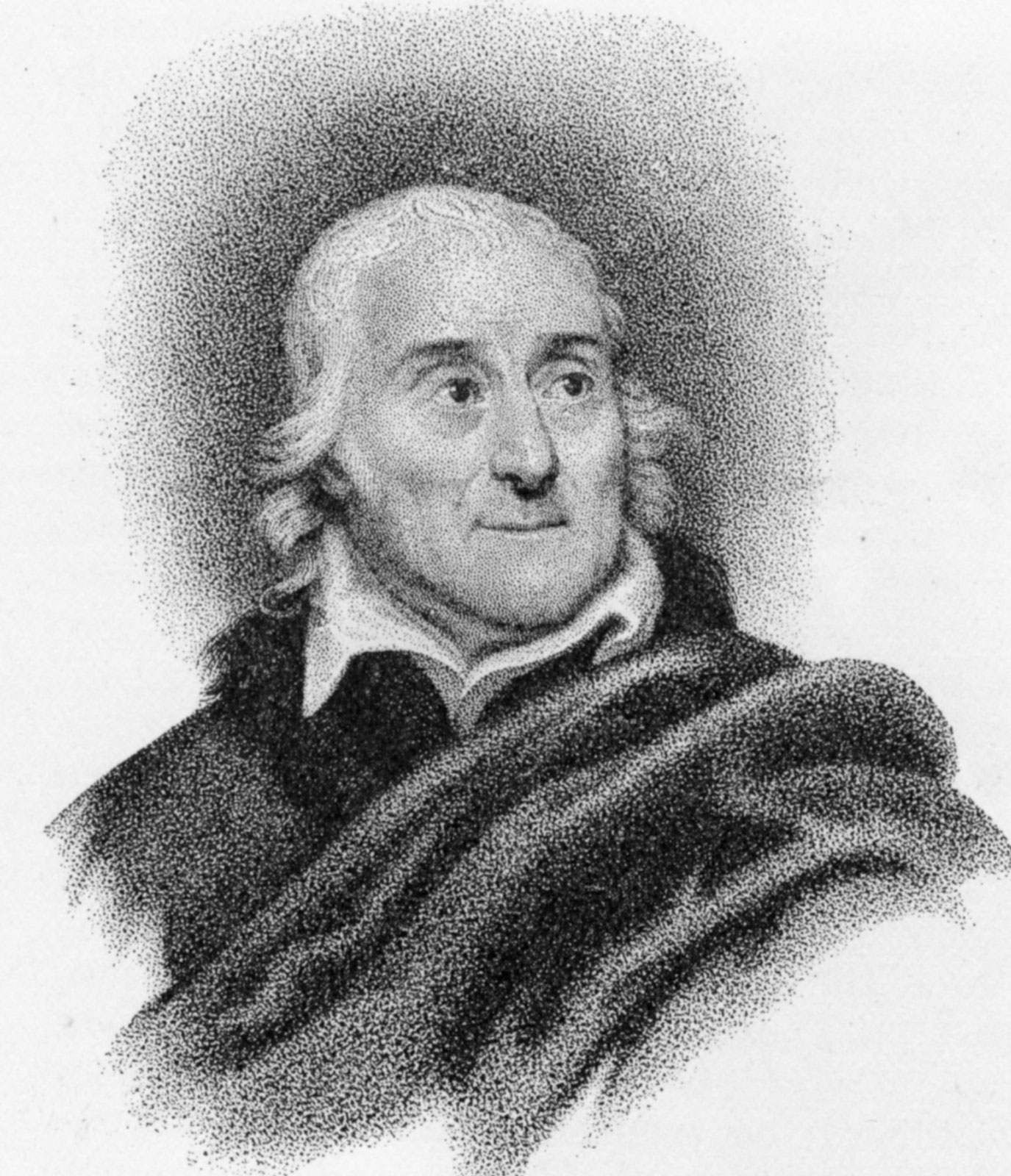
Lorenzo Da Ponte

Lorenzo Da Ponte, född som Emmanuele Conegliano 10 mars 1749 i kvarteret Ceneda i Vittorio Veneto, död 17 augusti 1838 i New York, italienskspråkig författare (i första hand verksam som librettist). 
Da Ponte levde ett synnerligen varierande, äventyrligt liv. Han tillhörde en italiensk-judisk familj, som bytte namn då man 1763 konverterade till katolicismen. Lorenzo Da Ponte vigdes till präst, men verkade som lärare i retorik och klassisk litteratur. Bland annat på grund av att han haft ett förhållande med en gift kvinna utvisades han från republiken Venedig 1779 och flyttade i stället till Wien, där han kom att bli en ofta anlitad librettist. Han skrev omkring 40 libretti för bland andra Wolfgang Amadeus Mozart, Antonio Salieri, Vicente Martín y Soler och Joseph Weigl. Da Pontes tre mest kända verk är hans libretti till Mozarts operor Le nozze di Figaro (Figaros bröllop), Don Giovanni och Così fan tutte.
Da Ponte fick lämna Wien på grund av ännu en skandal, bodde en tid i London, men flyttade 1805 till USA, där han till en början försörjde sig som tobakshandlare. Senare kom han dock att bli en allmänt omtyckt professor i italienska vid Columbia University. Mot slutet av sitt liv var också med om att grunda ett italienskt operahus i New York.

## Verk

### Operor
| Verk                                      | År      | Kompositör                               | Övrigt                                                    |
| ----------------------------------------- | ------- | ---------------------------------------- | --------------------------------------------------------- |
| Ifigenia in Tauride                       | 1783    | Christoph Willibald Gluck                |                                                           |
| La Scuola de' gelosi                      | 1783    | Antonio Salieri                          |                                                           |
| Il Ricco d'un giorno                      | 1784    | Antonio Salieri                          |                                                           |
| Il Burbero di buon cuore                  | 1786    | Vicente Martín y Soler                   | Libretto från spelet av Carlo Goldoni                     |
| Il Demogorgone ovvero Il filosofo confuso | 1786    | Vincenzo Righini                         |                                                           |
| Il finto cieco                            | 1786    | Giuseppe Gazzaniga                       |                                                           |
| Le nozze di Figaro                        | 1786    | Wolfgang Amadeus Mozart                  | från spelet av Pierre Beaumarchais                        |
| Una cosa rara                             | 1786    | Vicente Martín y Soler                   | från comedy La Luna della Sierra av Luis Vélez de Guevara |
| Gli equivoci                              | 1786    | Stephen Storace                          |                                                           |
| L'arbore di Diana                         | 1787    | Vicente Martín y Soler                   |                                                           |
| Il dissoluto punito o sia Il Don Giovanni | 1787    | Wolfgang Amadeus Mozart                  | från en don juan opera av Giuseppe Gazzaniga              |
| Axur, re d'Ormus                          | 1787/88 | Antonio Salieri                          | Översättning av Tarare librettot av Pierre Beaumarchais   |
| Il Talismano                              | 1788    | Antonio Salieri                          | från Carlo Goldoni                                        |
| Il Bertoldo                               | 1788    | Antonio Brunetti                         |                                                           |
| L'Ape musicale                            | 1789    | Pasticcio med verk av olika kompositörer |                                                           |
| Il Pastor fido                            | 1789    | Antonio Salieri                          | från pastoralen av Giovanni Battista Guarini              |
| La Cifra                                  | 1789    | Antonio Salieri                          |                                                           |
| Così fan tutte                            | 1789/90 | Wolfgang Amadeus Mozart                  |                                                           |
| La Caffettiera bizzarra                   | 1790    | Joseph Weigl                             |                                                           |
| La Capricciosa corretta                   | 1795    | Vicente Martín y Soler                   |                                                           |
| Antigona                                  | 1796    | Giuseppe Francesco Bianchi               |                                                           |
| Il consiglio imprudente                   | 1796    | Giuseppe Francesco Bianchi               |                                                           |
| Merope                                    | 1797    | Giuseppe Francesco Bianchi               |                                                           |
| Cinna                                     | 1798    | Giuseppe Francesco Bianchi               |                                                           |
| Armida                                    | 1802    | Giuseppe Francesco Bianchi               |                                                           |
| La Grotta di Calipso                      | 1803    | Peter von Winter                         |                                                           |
| Il Trionfo dell'amor fraterno             | 1804    | Peter von Winter                         |                                                           |
| Il Ratto di Proserpina                    | 1804    | Peter von Winter                         |                                                           |

### Kantater och Oratorier
| Verk                               | År   | Kompositör                                            | Övrigt   |
| ---------------------------------- | ---- | ----------------------------------------------------- | -------- |
| Per la ricuperata salute di Ofelia | 1785 | Wolfgang Amadeus Mozart, Antonio Salieri och Cornetti | Förlorat |
| Davidde penitente                  | 1785 | Wolfgang Amadeus Mozart                               |          |
| Il Davidde                         | 1791 | Pasticcio med verk från olika kompositörer            |          |
| Hymn till America                  |      | Antonio Bagioli                                       |          |

### Poesi
| Verk                                                                  | År   |
| --------------------------------------------------------------------- | ---- |
| Brev of complaint in blank verser till Leopold II, Holy Roman Emperor |      |
| 18 sonnets in commemoration till hans wife                            | 1832 |